# Cruel Intentions
Cruel Intentions (bra: Segundas Intenções; prt: Estranhas Ligações) é um filme de drama romântico americano de 1999 dirigido por Roger Kumble. É estrelado por Sarah Michelle Gellar, que interpreta a personagem Kathryn Merteuil, Ryan Phillippe, que interpreta Sebastian Valmont, Reese Witherspoon como Annette Hargrove e Selma Blair no papel de Cecile Caldwell. Trata-se de uma adaptação moderna do clássico da literatura francesa Les liaisons dangereuses, de Pierre Choderlos de Laclos escrito em 1782, mas ambientado entre adolescentes ricos que frequentam o ensino médio na cidade de Nova York, em vez de ambientado na Primeira República Francesa.
Cruel Intentions foi um sucesso comercial. O filme arrecadou US$13,020,565 em seu fim de semana de abertura, ficando em segundo lugar, atrás de Analyze This; lançado em 2,312 cinemas, o filme arrecadou US$75,902,208 em todo o mundo.Em Agosto de 2021, possui atualmente 54% de aprovação no Rotten Tomatoes.
O filme foi seguido por duas produções diretamente em vídeo: uma pré-sequência chamado Cruel Intentions 2 em 2001, e uma sequência intitulada Cruel Intentions 3 em 2004. Escrito e dirigido por Roger Kumble, Cruel Intentions 2 se trata de três episódios juntados da série de televisão cancelada Manchester Prep, que seria exibida na Fox em 1999. Ele apresenta versões mais jovens dos personagens de Sebastian Valmont e Kathryn Merteuil interpretados por Robin Dunne e Amy Adams, ao lado de Sarah Thompson e Keri Lynn Pratt. Cruel Intentions 3 foi dirigido por Scott Ziehl e apresenta Kerr Smith, Kristina Anapau, Nathan Wetherington, Melissa Yvonne Lewis, Natalie Ramsey e Tom Parker.
A NBC anunciou em outubro de 2015 um episódio piloto para dar continuidade à história do filme. O piloto deveria ser escrito por Kumble, Jordan Ross e Lindsey Rosin, com o filho de Sebastian Valmont e Annette Hargrove sendo o personagem principal. Gellar chegou a um acordo com os produtores para reprisar seu papel como a protagonista feminina, Kathryn Merteuil. Kate Levering foi escalada para o papel de Annette Hargrove. Em 2016, a NBC anunciou que decidiu não continuar com a série.

## Sinopse
Em Manhattan, Kathryn Merteuil (Sarah Michelle Gellar) e Sebastian Valmont (Ryan Phillippe), pertencem a uma rica família e foram criados como irmãos, desde o casamento de seus pais. Ele tem a fama de ser um incrível sedutor e gosta de manter tal reputação, enquanto que Kathryn, apesar de ser ainda mais imoral que ele, prefere fazer o gênero da jovem boa e comportada. Quando seu namorado a troca pela inocente Cecile Caldwell (Selma Blair), Kathryn decide se vingar e desafia Sebastian a um jogo, em que ele teria que seduzir e acabar com a reputação de Cecile. Sebastian por sua vez propõe mais um desafio: deflorar a bela e virgem filha do diretor, Annette Hargrove (Reese Witherspoon). Kathryn termina lhe propondo um novo jogo: se ele não conseguir levar Annette para a cama até o final do verão, seu carro, um magnífico Jaguar 56, será dela. Mas, se vencer, poderá fazer o que quiser na cama com a única mulher que não pode possuir: ela mesma.

## Elenco
- Sarah Michelle Gellar — Kathryn Merteuil
- Ryan Phillippe — Sebastian Valmont
- Reese Witherspoon — Annette Hargrove
- Selma Blair — Cecile Caldwell
- Louise Fletcher — Helen Rosemond
- Joshua Jackson — Blaine Tuttle
- Eric Mabius — Greg McConnell
- Sean Patrick Thomas — Ronald Clifford
- Swoosie Kurtz — Dr. Greenbaum
- Christine Baranski — Bunny Caldwell
- Alaina Reed Hall — Enfermeira
- Deborah Offner — Srs. Michalak
- Tara Reid — Marci Greenbaum
- Herta Ware — Srs. Sugarman
- Hiep Thi Le — Mai-Lee
- Charlie O'Connell — Court Reynolds
- Fred Norris — Meter Maid
- Ginger Williams — Clorissa
- Drew Snyder — Headmaster Hargrove

## Produção

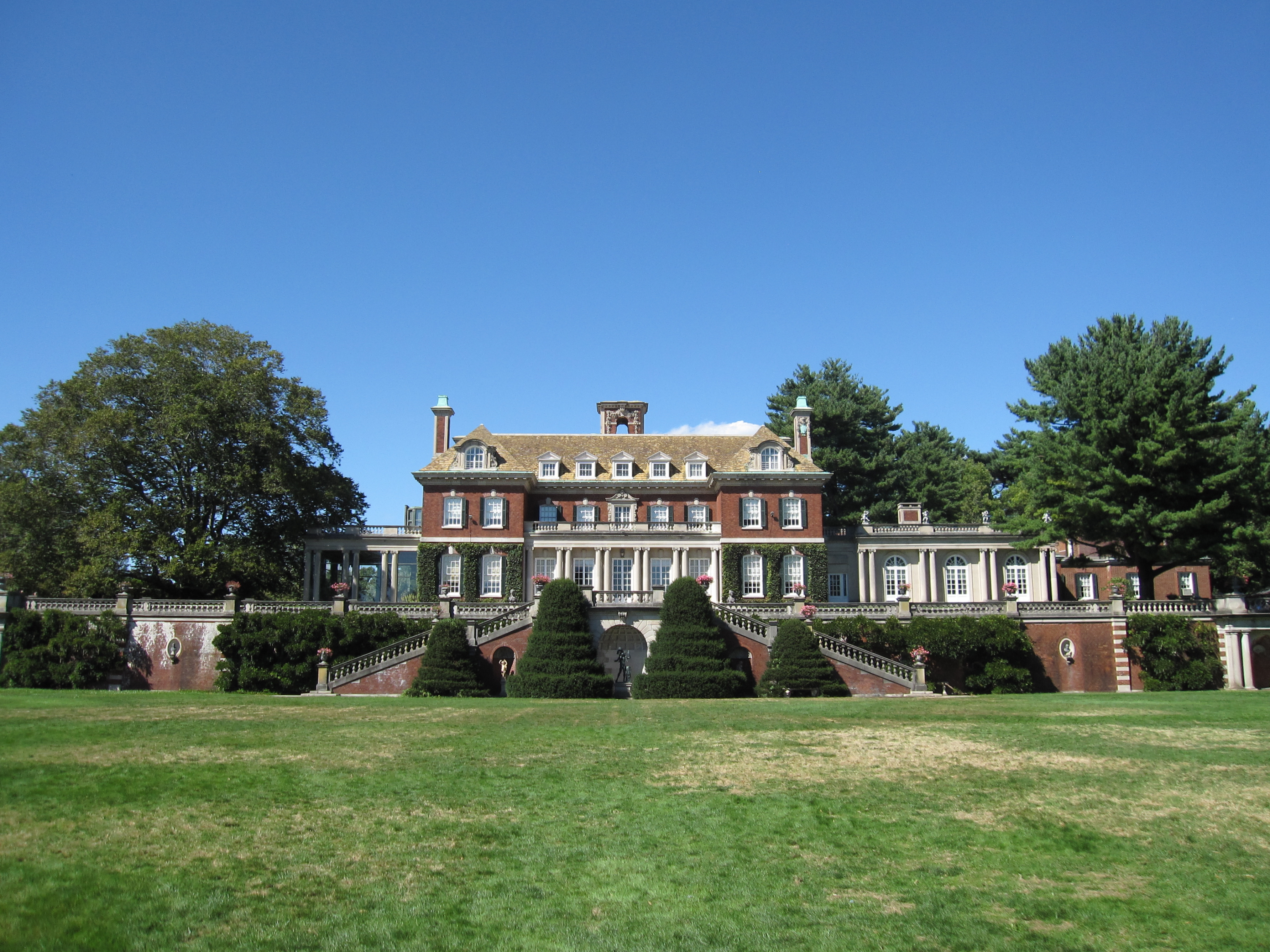
Old Westbury Gardens foi um dos locais de filmagem

Um dos locais de filmagem era Old Westbury Gardens no Condado de Nassau, estado de Nova Iorque, bem como a Harry F. Sinclair House na cidade de Nova Iorque.

## Trilha sonora
A trilha sonora do filme foi lançada em 9 de março de 1999 nos Estados Unidos, pela gravadora Virgin Records.

### Faixas
1. "Every You Every Me" - Placebo
2. "Praise You" - Fatboy Slim
3. "Coffee & TV" - Blur
4. "Bedroom Dancing (First Recording)" - Day One
5. "Colorblind" - Counting Crows
6. "Ordinary Life" - Kristen Barry
7. "Comin' Up from Behind" - Marcy Playground
8. "Secretly" - Skunk Anansie
9. "This Love" - Craig Armstrong feat. Elizabeth Fraser
10. "You Could Make a Killing" - Aimee Mann
11. "Addictive" - Faithless
12. "Trip on Love" - Abra Moore
13. "You Blew Me Off" - Bare, Jr.
14. "Bitter Sweet Symphony" - The Verve

## Prêmios e indicações
| Ano  | Prêmio                          | Categoria                                                   | Resultado                   |
| ---- | ------------------------------- | ----------------------------------------------------------- | --------------------------- |
| 2000 | Blockbuster Entertainment Award | Atriz Coadjuvente Favorita, Reese Witherspoon               | Ganhou[carece de fontes?]   |
| 2000 | Golden Slate                    | Melhor Trilha Sonora Original                               | Ganhou[carece de fontes?]   |
| 2000 | Golden Slate                    | Melhor Atriz em um Papel Principal, Sarah Michelle Gellar   | Indicada[carece de fontes?] |
| 2000 | Golden Slate                    | Melhor Filme                                                | Indicado[carece de fontes?] |
| 2000 | Golden Slate                    | Melhor Trilha Sonora de Filme                               | Ganhou[carece de fontes?]   |
| 2000 | Golden Slate                    | Melhor Filme Teen                                           | Indicado[carece de fontes?] |
| 2000 | MTV Movie Awards                | Melhor Performance Feminina, Sarah Michelle Gellar          | Ganhou[carece de fontes?]   |
| 2000 | MTV Movie Awards                | Melhor Beijo: (Sarah Michelle Gellar, Selma Blair)          | Ganhou[carece de fontes?]   |
| 2000 | MTV Movie Awards                | Melhor Performance Masculina, Ryan Phillippe                | Indicado[carece de fontes?] |
| 2000 | MTV Movie Awards                | Melhor Vilã, Sarah Michelle Gellar                          | Indicada[carece de fontes?] |
| 2000 | Teen Choice Awards              | Melhor Filme - Drama                                        | Ganhou[carece de fontes?]   |
| 2000 | Teen Choice Awards              | Melhor Ator, Ryan Phillippe                                 | Indicado[carece de fontes?] |
| 2000 | Teen Choice Awards              | Melhor Atriz, Reese Witherspoon                             | Indicada[carece de fontes?] |
| 2000 | Teen Choice Awards              | Cena de Amor Mais Sexy: (Reese Witherspoon, Ryan Phillippe) | Indicado[carece de fontes?] |